# سیلوینیو (بازیکن فوتبال)
سیلویو مندس کمپوس ژنیور (پرتغالی: Sylvio Mendes Campos Júnior؛ زادهٔ ۱۲ آوریل ۱۹۷۴) که عموماً با نام سیلوینیو شناخته می‌شود، بازیکن فوتبال پیشین و سرمربی فوتبال اهل برزیل است.
از باشگاه‌هایی که در آن بازی کرده‌است می‌توان به کورینتیانس، آرسنال، سلتاویگو، بارسلونا و منچستر سیتی اشاره کرد.
او بین سال‌های ۲۰۰۰ تا ۲۰۰۱ توانسته ۶ بازی برای تیم ملی فوتبال برزیل انجام دهد.